# Matt orangelav
Matt orangelav (Caloplaca decipiens) är en lavart som först beskrevs av Johann Franz Xaver Arnold, och fick sitt nu gällande namn av Blomb. & Forssell. Matt orangelav ingår i släktet orangelavar och familjen Teloschistaceae.  Arten är reproducerande i Sverige. Inga underarter finns listade i Catalogue of Life.

## Bildgalleri

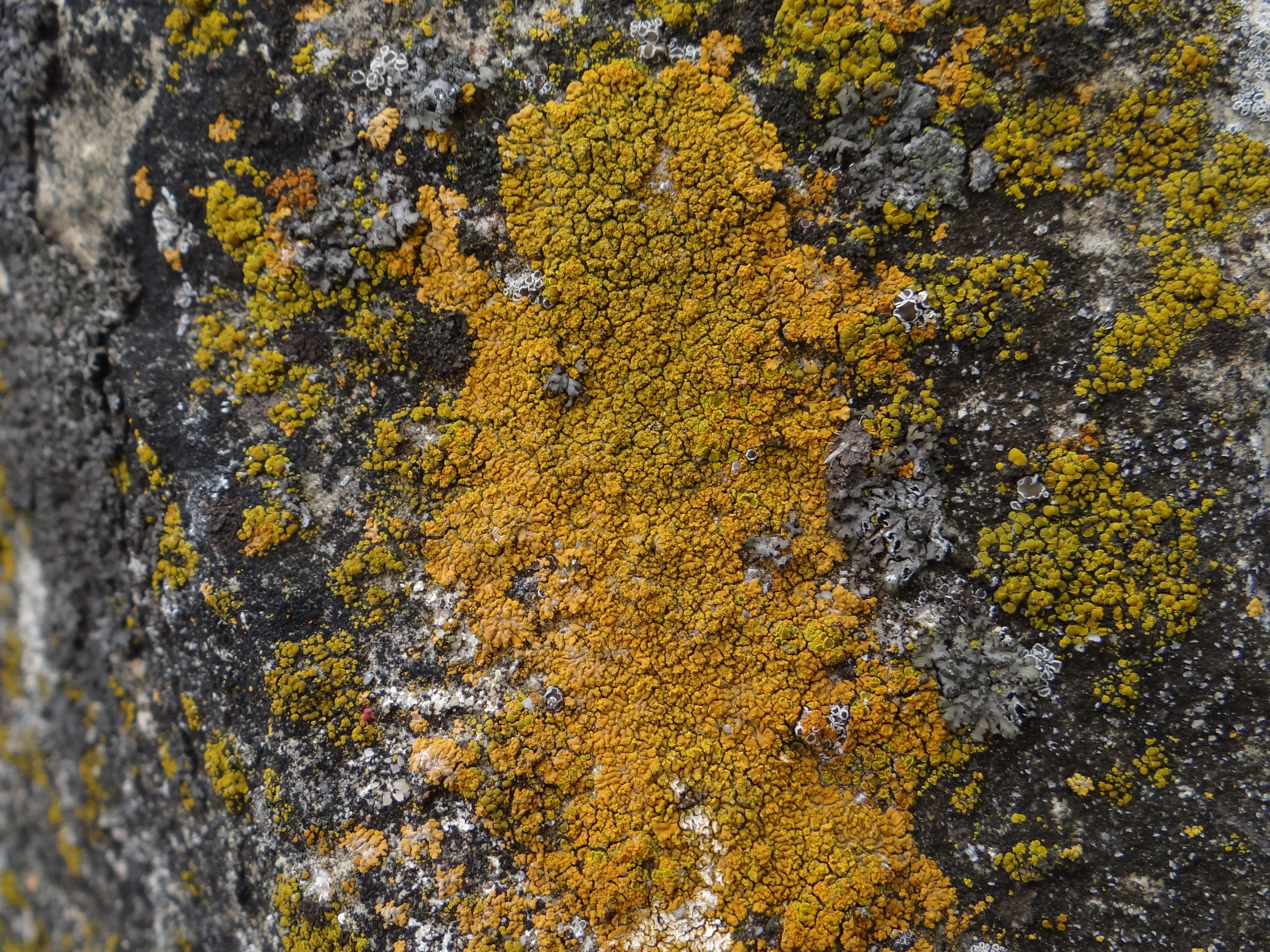